# Hencse
Hencse község Somogy vármegyében, a Kaposvári járásban.

## Fekvése
Kaposvártól délnyugatra, Kadarkút, Hedrehely és Lad közt fekvő település. Központján a Szigetvár-Kadarkút közti 6607-es út halad keresztül, amelyből itt ágazik ki nyugat felé a 4,2 kilométer hosszú 66 164-es út Kőkútra, kelet felé pedig 6,2 kilométer hosszú 66 151-es út Hedrehely központjába, és onnan tovább a zsákfalunak tekinthető Visnye községbe.

## Története
Hencse nevét a 15. századtól kezdve említik az oklevelekben. 1443-1449 között Hedrehely mezővároshoz tartozott és annak sorsában osztozott, 1443 és 1449-ben vámhely is volt. Az 1554 évi török kincstári adójegyzék szerint ekkor 4 házból állt, majd 1565-1566-ban 5 házat írtak itt össze. 1660-ban a pannonhalmi dézsmaváltságjegyzék szerint a szigligeti vár tartozékai közé számították. 1692-ben Zengel Miklós birtoka volt. 1715-ben 6 háztartást írtak benne össze és ekkor már a királyi kincstár birtoka volt. 1726-ban gróf Erdődy Sándor, 1733-ban Czindery Ferenc, 1767-ben a Nedeczky család és Mérey Lajos birtoka volt. 1848 előtt Márffy Dénes, Spissich Lajos és Somogyi Lajos, az 1900-as évek elején pedig Márffy Béla és neje Lyka Katalin volt a nagyobb birtokosa. A községbeli úrilakot Márffy Dénes a 19. század első felében építtette. 
A 20. század elején Somogy vármegye Kaposvári járásához tartozott.
1910-ben 1037 lakosából 1024 magyar, 6 német volt. Ebből 672 római katolikus, 321 református, 17 evangélikus volt.
A községhez tartozó Alsótapazd-major, Felsőtapazd-puszta, Kőkúttapazd-major helyén feküdt a középkorban Tapaz falu is:

### Tapaz
Tapaz faluról az 1421-1446 közötti évekből már vannak okleveles adataink. Előfordult az 1536 évi adólajstromban is. 1733-ban a gróf Rindsmaul családé, 1856-ban a Márffyak birtoka volt. 

### Gyöngyös
Alsótapazdtól délre esik Gyöngyös-puszta, amely az 1565-1566 és 1571 évi török kincstári adójegyzékekben is szerepelt, 1571-ben 17 házból állt. 

## Közélete

### Polgármesterei
- 1990–1994: Balatincz János (független)[3]
- 1994–1998: Palka Sándor (független)[4]
- 1998–2002: Palka Sándor (független)[5]
- 2002–2006: Balatincz János (független)[6]
- 2006–2010: Gelencsér János (független)[7]
- 2010–2014: Gelencsér János (független)[8]
- 2014–2019: Gelencsér János (független)[9]
- 2019–2024: Gelencsér János (független)[10]
- 2024– : László Sándor József (független)[1]

## Népesség
A település népességének változása:
| Lakosok száma | 337  | 324  | 337  | 279  | 278  | 298  | 283  |
|               | 2013 | 2014 | 2015 | 2021 | 2022 | 2023 | 2024 |

A 2011-es népszámlálás során a lakosok 98,8%-a magyarnak, 8% cigánynak, 1,2% németnek mondta magát (1,2% nem nyilatkozott; a kettős identitások miatt a végösszeg nagyobb lehet 100%-nál). A vallási megoszlás a következő volt: római katolikus 60,4%, református 11,5%, felekezet nélküli 13,3% (12,1% nem nyilatkozott).
2022-ben a lakosság 89,9%-a vallotta magát magyarnak, 11,9% cigánynak, 1,1% németnek, 0,4% románnak, 0,4% lengyelnek, 0,4% egyéb, nem hazai nemzetiségűnek (9,4% nem nyilatkozott; a kettős identitások miatt a végösszeg nagyobb lehet 100%-nál). Vallásuk szerint 47,5% volt római katolikus, 10,4% református, 0,7% egyéb keresztény, 1,1% egyéb katolikus, 13,7% felekezeten kívüli (26,6% nem válaszolt).

## Nevezetességei
- Református temploma - 1870-ben épült.
- Márffy-kúria
- Itt született Szentmártoni Béla (1931-1988), a neves csillagász, akiről a 3427-es számú kisbolygót elnevezték.

## Sportélete
2014 -ig működött a European Lakes Golf & Country Club, azóta ismét a  Hencse National Golf & Country Club biztosítja a sportolás lehetőségét.

## Képgaléria

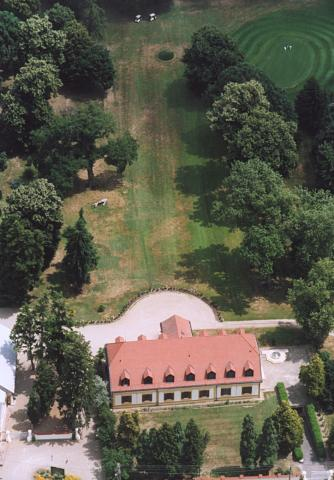
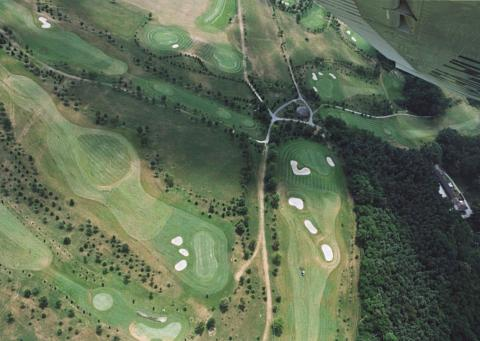
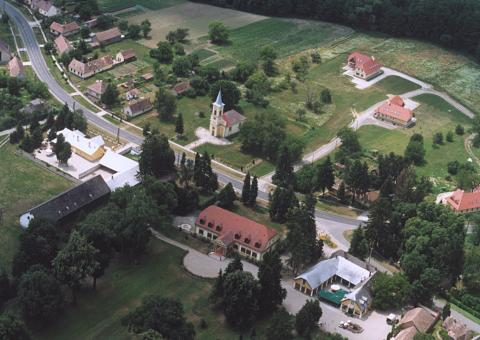